# کشاورز ماگوت
کشاورز ماگوت (به انگلیسی: farmer Maggot) یک هابیت است که در کتاب ارباب حلقه‌ها: یاران حلقه نوشتۀ جی. آر. آر. تالکین ظاهر شد. او معمولا قارچ می‌کاشت و برای حفاظت از آنان، سه سگ به نام گریپ(Grip)، فنگ(Fang)، گرگی(Wolf) دارد. ماگوت با برخورد با فرودو،  پیپین و سام پذیرایی بسیار خوبی از آنان کرد و آنان را تا نزدیکی برندی باک رساند. 